# Serradomarborsttyrann
Serradomarborsttyrann (Pogonotriccus difficilis) är en fågel i familjen tyranner inom ordningen tättingar.

## Utbredning och status
Den förekommer i kustnära berg i sydöstra Brasilien (Espírito Santo till norra Rio Grande do Sul). IUCN kategoriserar arten som livskraftig.

## Namn
Serra do Mar är ett bergsområde i sydöstra Brasilien.